# Exposición Filatélica Nacional (España)
La Exposición Filatélica Nacional (EXFILNA) es la exhibición filatélica más importante a nivel nacional en España. Es organizada anualmente desde 1963 por la Federación Española de Sociedades Filatélicas (FESOFI), con el patrocinio de la Sociedad Estatal Correos y Telégrafos. La Exposición tiene además carácter competitivo, motivo por el que también es conocida como Campeonato de España de Filatelia.
Para filatélicos menores de edad se celebra, cada año impar, JUVENIA (Exposición Nacional de Filatelia Juvenil). Juvenia está dedicada a la promoción y difusión del coleccionismo filatélico entre los niños y jóvenes. 

## Participación
- Puede participar cualquier coleccionista filatélico que pertenezca a una sociedad inscrita en la FESOFI; desde 1991 se admite la participación de coleccionistas portugueses, de acuerdo al Protocolo Luso-Español acordado en Vila Nova de Gaia por la Federación Portuguesa de Filatelia y la Federación Española de Sociedades Filatélicas.

- Las participaciones españolas pueden ser presentadas tanto en la lengua oficial del Estado, el castellano, como en cualquiera de las lenguas cooficiales de las comunidades autónomas: catalán, gallego o vasco.

- Se admite un máximo de dos colecciones por participante.

## Clases de competición
La EXFILNA incluye todas las clases de competición reconocidas por la FESOFI, a excepción de la clase de Filatelia juvenil:
- Clase I - Oficial: reservada a las participaciones de los Correos de España y de Portugal, museos postales, impresores de sellos de ambos países, miembros del jurado o colecciones invitadas por la Comisión Organizadora.

- Clase II - Maestra: reservada a las colecciones que hayan sido premiadas con tres medallas de Oro Grande en Exposiciones Nacionales, o medallas de Oro y Gran Oro en Exposiciones Mundiales de la Federación Internacional de Filatelia (FIP) y solo compiten entre ellas.

- Clase III - Competición: Destinada a las restantes participaciones, está dividida en los siguientes grupos y subgrupos:
  - Grupo A - Filatelia tradicional
    - A1 - España (incluidas excolonias y dependencias postales).
    - A2 - Portugal (incluidas excolonias y dependencias postales).
    - A3 - Resto del mundo

  - Grupo B - Historia postal
    - B1 - Historia postal general
    - B2 - Historia postal regional y local

  - Grupo C - Filatelia temática
  - Grupo D - Aerofilatelia y astrofilatelia
  - Grupo E - Enteros postales
  - Grupo F - Maximofilia
  - Grupo G - Filatelia fiscal
  - Grupo H - Literatura filatélica
    - H1 - Libros, manuales y estudios
    - H2 - Catálogos
    - H3 - Publicaciones periódicas y artículos periodísticos
    - H4 - Sistemas audiovisuales y programas de filatelia informatizada

  - Grupo I - Clase experimental
    - I1 - Clase abierta
    - I2 - Colecciones de un cuadro

## Sedes
| Nr. | Año  | Ciudad                     | Fecha                           | Instalación                                                 |
| --- | ---- | -------------------------- | ------------------------------- | ----------------------------------------------------------- |
| 1   | 1963 | Madrid                     | 2 – 14 de noviembre             | Club Colón                                                  |
| 2   | 1964 | Jaén                       | 10 – 12 de octubre              |                                                             |
| 3   | 1965 | Santiago de Compostela     | 24 – 26 de junio                |                                                             |
| 4   | 1966 | Granada                    | 10 – 15 de octubre              |                                                             |
| 5   | 1967 | Barcelona                  | 23 – 30 de septiembre           |                                                             |
| 6   | 1968 | Segovia                    | 15 – 1 de septiembre            |                                                             |
| 7   | 1969 | Oviedo                     | 5 – 13 de septiembre            |                                                             |
| 8   | 1970 | Valencia                   | 25 – 30 de mayo                 |                                                             |
| 9   | 1971 | San Sebastián              | 17 – 27 de junio                |                                                             |
| 10  | 1972 | Córdoba                    | 19 – 26 de marzo                | Círculo de la Amistad                                       |
| 11  | 1973 | Madrid                     | 5 – 12 de mayo                  | Plaza Mayor                                                 |
| 12  | 1974 | Sevilla                    | 12 – 20 de octubre              |                                                             |
| 13  | 1975 | León                       | 28 de septiembre – 5 de octubre |                                                             |
| 14  | 1976 | La Coruña                  | 18 – 26 de septiembre           |                                                             |
| 15  | 1977 | Las Palmas de Gran Canaria | 24 de junio – 1 de julio        | Hotel Santa Catalina                                        |
| 16  | 1978 | Bilbao                     | 25 de junio – 2 de julio        |                                                             |
| 17  | 1979 | Burgos                     | 15 – 23 de junio                |                                                             |
| 18  | 1980 | Barcelona                  | 25 de junio – 1 de julio        |                                                             |
| 19  | 1981 | Palencia                   | 15 – 21 de junio                |                                                             |
| 20  | 1982 | Santa Cruz de Tenerife     | 18 – 26 de julio                |                                                             |
| 21  | 1983 | Sevilla                    | 8 – 16 de octubre               |                                                             |
| 22  | 1984 | Murcia                     | 5 – 13 de octubre               |                                                             |
| 23  | 1985 | Madrid                     | 18 – 27 de octubre              | Palacio de Congresos                                        |
| 24  | 1986 | Córdoba                    | 9 – 18 de octubre               |                                                             |
| 25  | 1987 | Gerona                     | 24 de octubre – 1 de noviembre  |                                                             |
| 26  | 1988 | Pamplona                   | 25 de junio – 3 de julio        |                                                             |
| 27  | 1989 | Toledo                     | 20 – 28 de mayo                 |                                                             |
| 28  | 1990 | Zaragoza                   | 25 de mayo – 2 de junio         | Espacio Pignatelli                                          |
| 29  | 1991 | Madrid                     | 12 – 18 de diciembre            | Palacio de Congresos                                        |
| 30  | 1992 | Valladolid                 | 9 – 18 de octubre               | Biblioteca Regional de Castilla y León                      |
| 31  | 1993 | Alcañiz                    | 2 – 10 de abril                 |                                                             |
| 32  | 1994 | Las Palmas de Gran Canaria | 1 – 9 de julio                  | Museo de Coches Usados de Flick                             |
| 33  | 1995 | Málaga                     | 6 – 15 de octubre               | Palacio de Miramar                                          |
| 34  | 1996 | Vitoria                    | 11 – 19 de octubre              | Caja Vital, Palacio de Villa Suso y Palacio de Bendaña      |
| 35  | 1997 | Gijón                      | 7 – 12 de octubre               | Instituto Jovellanos                                        |
| 36  | 1998 | Barcelona                  | 18 – 27 de septiembre           | Estación de Francia                                         |
| 37  | 1999 | Zaragoza                   | 9 – 17 de abril                 | Auditorio Municipal                                         |
| 38  | 2000 | Avilés                     | 16 – 24 de junio                | Pabellón Municipal del Quirinal                             |
| 39  | 2001 | Vigo                       | 21 – 29 de septiembre           | Consorcio de la Zona Franca                                 |
| 40  | 2002 | Salamanca                  | 7 – 15 de junio                 | Palacio de Congresos y Exposiciones de Castilla y León      |
| 41  | 2003 | Granada                    | 7 – 13 de abril                 | Palacio de Exposiciones y Congresos y Palacio de Bibataubín |
| 42  | 2004 | Valladolid                 | 1 – 10 de octubre               | Museo de la Ciencia                                         |
| 43  | 2005 | Alicante                   | 20 – 26 de junio                | Sala municipal de exposiciones Lonja del Pescado            |
| 44  | 2006 | Algeciras                  | 5 – 13 de mayo                  | Centro Comercial Bahía de Algeciras                         |
| 45  | 2007 | Palma de Mallorca          | 16 – 22 de abril                | Centro Cultural de la Misericordia                          |
| 46  | 2008 | Oviedo                     | 28 de abril – 3 de mayo         | Auditorio Príncipe Felipe                                   |
| 47  | 2009 | Irún                       | 6 – 12 de octubre               | Recinto Ferial de la Costa Vasca (FICOBA)                   |
| 48  | 2010 | Madrid                     | 17 – 24 de octubre              | Museo Casa de la Moneda                                     |
| 49  | 2011 | Valladolid                 | 30 de septiembre – 8 de octubre | Cúpula del Milenio                                          |
| 50  | 2012 | Calahorra                  | 6 – 13 de octubre               | Pabellón Polideportivo Europa                               |
| 51  | 2013 | León                       | 20 – 28 de septiembre           | Auditorio Ciudad de León                                    |
| 52  | 2014 | Torremolinos               | 27 de febrero - 2 de marzo      | Palacio de Congresos de Torremolinos                        |
| 53  | 2015 | Avilés                     | 13 – 21 de marzo                | Complejo Deportivo Quirinal                                 |
| 54  | 2016 | Zaragoza                   | 8 – 17 de septiembre            |                                                             |
| 55  | 2017 | Portugalete (Vizcaya)      | 9 – 15 de octubre               | Polideportivo Zubi-Alde Centro Cultural Santa Clara         |
| 56  | 2018 | Sevilla                    | 31 octubre a 4 de noviembre     |                                                             |
| 57  | 2019 | Santander                  | 6 - 10 de noviembre             |                                                             |
| 58  | 2020 | Cáceres                    | 28 de octubre a 1 de noviembre  | 1.ª EXFILNA Virtual a causa del COVID-19                    |
| 59  | 2021 | Lugo                       | 21 - 24 de octubre              |                                                             |